# Friedrich Julius Stahl
Friedrich Julius Stahl (Monaco di Baviera, 16 gennaio 1802 – Bad Brückenau, 10 agosto 1861) è stato un giurista tedesco.
Docente all'università di Erlangen dal 1834 e all'università di Berlino dal 1840, fu uno dei più importanti esponenti del partito conservatore del suo tempo.
La sua opera più importante è Storia della filosofia del diritto (1853).